# Argint
Argintul este elementul chimic cu numărul atomic 47. Este un metal prețios, care a folosit în cursul istoriei la baterea monedelor și pentru crearea de bijuterii. În prezent, argintul are de asemenea o gamă largă de întrebuințări industriale.
Azi, obiectele din argint fin sau aproape fin posedă codul valutar (ISO 4217) – XAG 961, acesta fiind unul din cele patru metale prețioase ce au așa ceva (celelalte fiind paladiul, platina și aurul).

## Descoperire
Primele mine de argint au apărut mai înainte de perioada 3000 î.Hr. Argintul a fost un metal cunoscut de toate civilizațiile antice, însă spre deosebire de aur, este foarte rar găsit în stare naturală, lucru care explica faptul că dacă ar fi mai abundent, tot nu ar putea fi folosit decât mai târziu. Cu toate acestea, când a apărut prima oară în Egipt, a fost mult mai valoros decât aurul.
Argintul a fost rafinat prin cupelație, proces inventat de caldeeni în jurul lui 2500 î.Hr și descris în Biblie (Ezechiel 22: 17-22). Acest proces consta în încălzirea metalului topit într-o cupă poroasă și îngustă, numită "cupel", peste care se aplica un jet puternic de aer. Acesta oxida celelalte metale, precum plumb, cupru și fier, lăsând doar argintul (și aurul dacă era prezent) în stare globulară de metal topit.
Dezvoltarea Atenei și a civilizației sale remarcabile a fost posibilă datorită exploatării minelor locale de argint de către localnici în zona Laurium, unde au operat din perioada 600-300 î.Hr., producând în jur de 30 de tone de metal pe an. Minereul era în principal galenă, însă cu un conținut de argint de câteva procente; acesta era ușor de extras prin cupelație. Minele ateniene au continuat să fie operate și de către Imperiul roman, deși cea mai mare cantitate de argint roman provenea din Spania. În Evul Mediu, minele germanice au devenit cel mai important furnizor de argint din Europa.
Și civilizațiile antice ale Americii Centrale și Sudice au exploatat argintul, însă schimbul cu acest metal s-a făcut după cucerirea spaniolă. Depozite importante s-au descoperit în anul 1535 d.Hr. la Charcas (Peru), Potosi (Bolivia) în anul 1545 și la Zacatenas (Mexic) în 1548. Producția din aceste surse era în total de peste 500 de tone pe an.
În secolul al XIX-lea, argintul a fost descoperit în SUA, în statul Nevada, iar în anul 1870 producția mondială a ajuns la 3.000 de tone pe an.
Descoperirile mari de argint din ultimele secole au modificat cursul natural de schimb dintre aur si argint, bimetalismul nemaifiind posibil, datorită încercării prin dictat a statului, de a menține o paritate ce favoriza argintul față de aur și, conform Legii lui Gresham, banii de aur au dispărut din teritoriile ce impuneau un curs neconforom cu paritatea reală.

## Date chimice
Argintul este un element chimic. În tabelul periodic are simbolul Ag și numărul atomic 47. Este un metal tranzițional, având configurația electronică a kriptonului, al patrulea gaz rar (1s2, 2s2 2p6, 3s2 3p6, 4s2 3d10 4p6) la care se adaugă un electron s pe stratul al cincilea (5s1) și substratul 4d complet (4d10).

## Proprietăți fizice si chimice

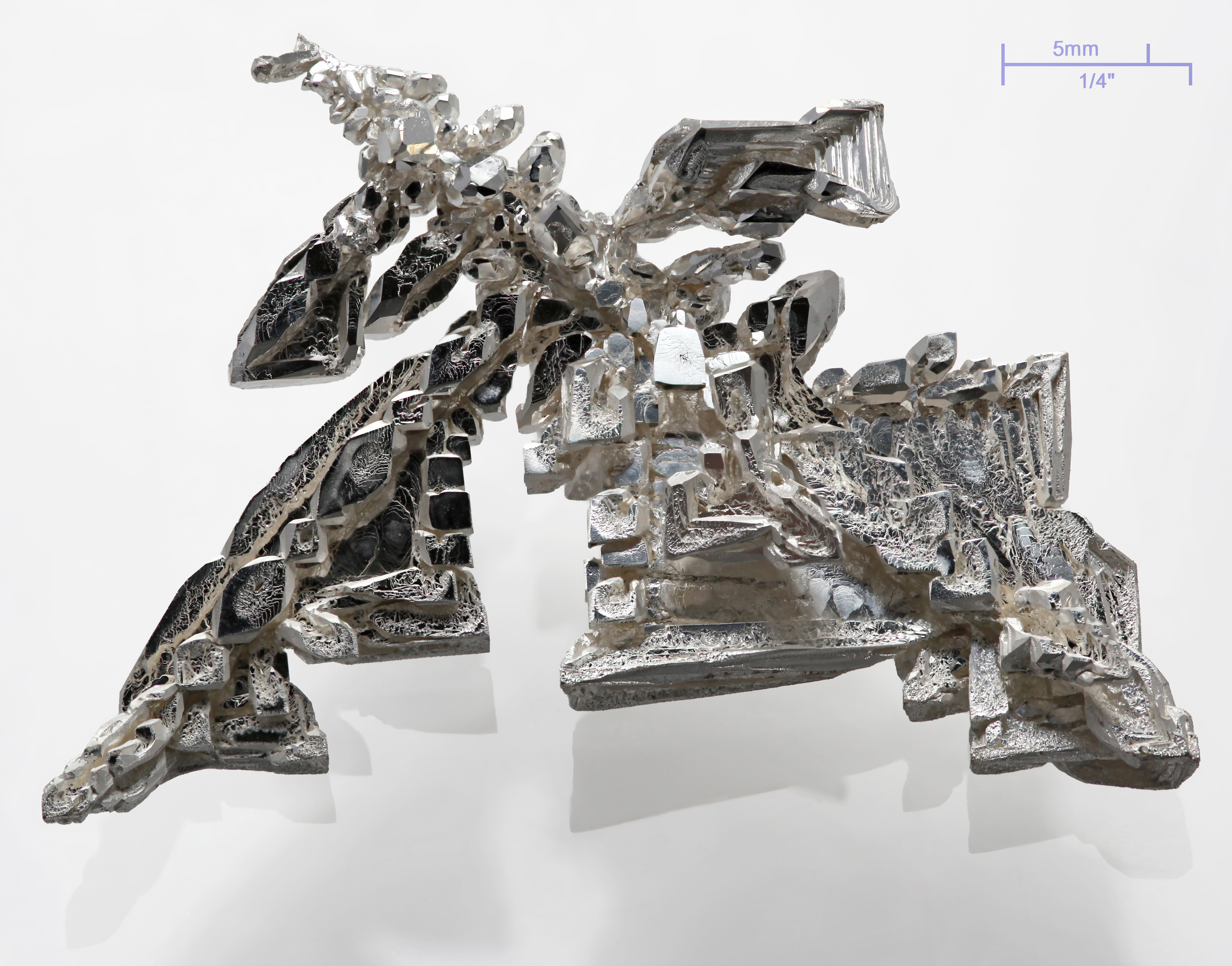
Argint metalic de mare puritate obținut prin metoda electrolitică, se poate observa structura cristalină dendritică

Este un metal alb, strălucitor, și, după cum îi spune și numele, argintiu. În tăietură proaspătă, are o culoare ușor gălbuie. Face parte, împreună cu aurul, platina, paladiul, iridiul din categoria metalelor prețioase. Este moale, maleabil și ductil, fiind metalul cu cea mai mare conductibilitate electrică și termică.
Argintul este metalul care posedă cea mai bună conductivitate electrică și termică. Ca urmare, față de celelalte metale, prezintă cea mai scăzută rezistivitate electrică (la 20 °C de 0,015 mΩmm) și cea mai mare valoare a conductibilității termice (la 20 °C de 4,186 J/cm.s.°C). Dintre metalele care conduc foarte bine curentul electric și a căror rezistivitate electrică este apropiată cu cea pe care o are argintul se menționează: cuprul (0,0172 mΩmm), cromul (0,026 mΩmm) și aluminiul (0,027 mΩmm).
Se oxidează cu ușurință în aer, formând oxizi, și, de asemenea, în prezența sulfului, cu care formează sulfuri.

## Întrebuințări
Fiind un foarte bun conducător de electricitate, este folosit în electrotehnică și electronică, fie ca atare, fie sub formă de depuneri galvanice. Deoarece este foarte ductil, se pot realiza prin tragere fire extrem de subțiri, iar prin turnare și ambutisare, conectori și pastile pentru contacte electrice. Deși se oxidează cu ușurință, stratul de oxid nu este aderent, drept pentru care mulți ani a fost principalul metal folosit în conectică. Cu toate acestea, odată cu progresul tehnologic din ultimii ani, conectica de înaltă calitate se realizează din aur sau argint aurit.
Se mai întrebuințează și ca bani, în giuvaergerie, precum și în medicină. Deoarece eliberează spontan ioni negativi (care au acțiune germicidă), multe decenii a fost întrebuințat la confecționarea de instrumente medicale și proteze. În stomatologie, din argint se realizează cu succes pivoți endodontici. Nu poate fi folosit ca atare la confecționarea de proteze dentare, ci numai în aliaje, împreună cu celelalte metale nobile.

## Producția
În anul 2009, producția mondială de argint a fost estimată la 688 milioane de uncii, adică circa 21.400 tone.
Prețul argintului
În decembrie 2010, argintul a atins cel mai ridicat preț înregistrat din 1980 încoace, fiind cotat la 49,5 de dolari americani uncia troy. Recordul absolut este de 30,7 dolari uncia troy și a fost atins în ianuarie 1980.